# Fondali Punta di Moneglia
Fondali Punta di Moneglia este o arie protejată (arie specială de conservare — SAC, sit de importanță comunitară — SCI) din Italia întinsă pe o suprafață de 36 ha, integral marine.

## Localizare
Centrul sitului Fondali Punta di Moneglia este situat la coordonatele 44°13′59″N 9°28′28″E / 44.233056°N 9.474444°E.

## Înființare
Situl Fondali Punta di Moneglia a fost declarat sit de importanță comunitară în iunie 1995 pentru a proteja . Situl a fost protejat și ca arie specială de conservare în octombrie 2016.

## Biodiversitate
Situată în ecoregiunea mediteraneană, aria protejată conține 3 habitate naturale: Bancuri de nisip acoperite în permanență slab de apă marină, Straturi cu Posidonia (Posidonion oceanicae), Recifuri.
La baza desemnării sitului se află un număr nedeclarat de specii protejate:
Pe lângă speciile protejate, pe teritoriul sitului au mai fost identificate 7 specii de pești.